# Graziano Pizzimenti
Graziano Pizzimenti (Udine, 7 maggio 1961) è un politico italiano, deputato della Repubblica Italiana della Lega nella XIX legislatura..

## Biografia
Residente nel comune della Bassa Friulana Marano Lagunare, ne è stato sindaco per tre mandati. 
Di professione insegnante di matematica applicata in un istituto di scuola secondaria di secondo grado, si è laureato in Economia e Commercio presso l'Università di Trieste. 
A 33 anni, nel 1995, viene eletto sindaco di Marano Lagunare. Viene riconfermato nel 1999, con una lista civica di centrodestra, e nel 2004. Nel 2013 è candidato per la Lega Nord al consiglio regionale del Friuli-Venezia Giulia. Ottiene 801 preferenze, ma non risulta eletto. Alle elezioni regionali del 2018, che vedono l'elezione del candidato del centrodestra Massimiliano Fedriga ed il trionfo della Lega, viene nominato assessore regionale alle Infrastrutture e Trasporti.
Nel 2022, in vista delle elezioni politiche, viene candidato in seconda posizione, dietro a Vannia Gava, poi eletta nell'uninominale di Pordenone, nel listino proporzionale della Lega nella circoscrizione del Friuli-Venezia Giulia per la Camera dei Deputati. Risulta eletto. Dopo essere stato eletto deputato si dimette da assessore della regione Friuli- Venezia Giulia.